# Nagy a feje, búsuljon a ló
A Nagy a feje, búsuljon a ló kezdetű csárdás Pálóczi Horváth Ádám szerzeménye.  Más forrás szerint a dallam szerzője Szabadi Frank Ignác, a szöveget K. Csapó Dániel írta. Szentirmay Elemér zongorakíséretet írt hozzá Ne bántsd a magyart! címmel 1867-ben. Mára népdallá vált.
A dal első sorából szólás lett. Jelentése: nem érdemes szomorkodni.
Feldolgozás:
| Szerző        | Mire           | Mű                                        |
| ------------- | -------------- | ----------------------------------------- |
| Farkas Ferenc | ének, zongora  | 50 csárdás, 45. kotta                     |
| Ludvig József | tangóharmonika | Kicsiny falu, ott születtem én, 12. oldal |

## Kotta és dallam
1) 
| Nagy a feje, búsuljon a ló, egy kislányért búsulni nem jó. Gombház, hej, ha leszakad, egy helyébe száz is akad. | Azt mondja a Tízparancsolat: szeresd felebarátodat. Kisangyalom, szeress tehát: én vagyok a felebarát! | Eltörött a kocsi kereke, mivel megyünk ki a ligetbe? Zsuppkocsival, három csacsival, várnak a lányok a cvikipuszival. |

A zsuppkocsi a rabszállító kocsi. A cvikipuszi valakinek a szájára adott csók, miközben megcsípik az illető mindkét arcát.

## Felvételek
- Nagy a feje..-Vörös bort ittam az... Bessenyei Ferenc  YouTube (2008. november 10.)  (Hozzáférés: 2016. április 6.) (videó) 0:38-ig.
- Nagy a feje, búsuljon a ló. Csantavéri Lila Orgona  YouTube (2013. szeptember 10.)  (Hozzáférés: 2016. április 6.) (audió, fényképsorozat)
- Nagy a feje, búsuljon a ló. Lakatos Sándor és cigányzenekara  YouTube (2012. december 7.)  (Hozzáférés: 2016. április 6.) (audió)